# Stephanodaphne pilosa
Stephanodaphne pilosa är en tibastväxtart som beskrevs av Z.S.Rogers. Stephanodaphne pilosa ingår i släktet Stephanodaphne och familjen tibastväxter. Inga underarter finns listade i Catalogue of Life.